# فيروس التهاب دماغ كاليفورنيا
اكتشِف فيروس بنياوي سوي مُسبب لالتهاب دماغ كاليفورنيا أو فيروس التهاب دماغ كاليفورنيا في مقاطعة كيرن في كاليفورنيا، وهو يسبب التهاب الدماغ للبشر. التهاب الدماغ: هو حالة التهابية حادة تصيب الدماغ، وقد تسبب طيفًا من الأعراض التي تترواح من طفيفة مثل الصداع إلى شديدة مثل الاختلاجات. يلعب البعوض دور حامل لهذا الفيروس ولهذا السبب يدعى هذا الفيروس أربوفيروس (فيروس منقول بمفصليات الأرجل).
ينتمي فيروس التهاب دماغ كاليفورنيا إلى عائلة الفيروسات البُنياوِيَّة. يعَد فيروس لاكروسي الذي ينتمي إلى نفس الجنس أيضًا مسببًا شائعًا لالتهاب الدماغ في الولايات المتحدة. ومن الفيروسات الأخرى التي تسبب أعراضًا مَرضيّة مشابهة لكنها غير مرتبطة وراثيًا: فيروس التهاب دماغ سان لويس وفيروس شرق النيل.

## الأعراض والعلامات
تكون فترة حضانة فيروس التهاب دماغ كاليفورنيا عادة 3-7 أيام. يشيع أن تسبق مرحلة الأعراض الباكرة بدء التهاب الدماغ، وتتظاهر هذه المرحلة بحمى وغثيان وإقياء وصداع ونُوَام وألم بطني. يتميز التهاب الدماغ بحدوث حمى ونعاس ونقص في اليقظة والتوجه العقليين. تحدث الاختلاجات لدى 50% من الأطفال. تُشاهَد الموجودات العصبية البؤرية مثل الشذوذات الحركية البؤرية والشلل والمنعكسات الشاذة وغير المنتظمة لدى 20% من الأطفال، بينما تحدث الغيبوبة لدى 10% من المرضى.
نادرًا ما تتجاوز المدة الكلية للمرض 10-14 يومًا. قد تحدث الاختلاجات غير المُحرّضَة المتكررة حتى بعد انتهاء المرض لدى 20% من المرضى، بالأخص أولئك الذين عانوا من اختلاجات خلال فترة المرض الحاد. لدى البالغين، لا يسبب هذا الخمج أي أعراض؛ ما يعني أن المريض يلعب دور حامل للخمج، لكن دون أن يعاني من أي أعراض أو أنه يعاني فقط من حمى معتدلة.
تكون نسبة الوفيات أقل من 1%، ويُشفى معظم المرضى المصابين بالتهاب دماغ كاليفورنيا بصورة تامة. يحدث لدى نسبة قد تصل إلى 20% من المرضى مشاكل سلوكية أو اختلاجات متكررة.

## الفيزيولوجيا المرضية
يسبب الخمج الأولي بالفيروس والانتشار الأولي له بدء أعراض غير نوعية مثل الصداع والحمى. يسبب الانتشار الثانوي وتضاعف الفيروس في الجهاز العصبي المركزي أعراضًا مثل صلابة العنق ونُوَام واختلاجات. قد يحدث التهاب الدماغ عندما تؤدي الحالة الالتهابية في الدماغ المحرضة بالخمج الفيروسي إلى أذية الخلايا العصبية، ما يؤثر على إرسال الإشارات من الدماغ إلى باقي أنحاء الجسم.
بعد أن يدخل الفيروس إلى الجسم من خلال لسعة البعوضة، يخضع الفيروس لتضاعف موضعي في المكان من الجلد الذي دخل منه الفيروس. يترافق الانتشار الأولي للفيروس مع وصوله إلى الجهاز الشبكي البطاني، بالأخص الكبد والطحال والعقد اللمفية. مع استمرار تضاعف الفيروس يحدث الانتشار الثانوي بوصول الفيروس إلى الجهاز العصبي المركزي. لا تصل جميع الحالات إلى هذه المرحلة، ويعتمد وصولها من عدمه على فعالية التضاعف الفيروسي في المراحل المختلفة ودرجة انتشار الفيروس. يغزو فيروس التهاب دماغ كاليفورنيا الجهاز العصبي المركزي إما عبر الخلايا البطانية للشعيرات الدموية الدماغية أو عبر الضفيرة المشيموية.

## العلاج
يُعطى العلاج فقط من أجل تدبير الأعراض التي يعاني منها المريض (أي أن العلاج غير شافٍ من المرض). ويكون العلاج الداعم مثل التهوية الآلية مساويًا بالأهمية بالنسبة للمرضى الذين تكون حالتهم شديدة. تُستخدم الستيرويدات لتقليل الوذمة الدماغية والالتهاب. وقد تكون هناك حاجة للمهدئات لتخفيف الهيوجية والتململ. يُستخدَم الأسيتامينوفين من أجل تخفيف الحمى والصداع. وتُستخدَم مضادات الاختلاج للوقاية من حدوث الاختلاجات. إن تأثرت الوظائف الدماغية بشدة، قد يكون هناك حاجة لتداخلات مثل العلاج الفيزيائي والعلاج الكلامي وذلك بعد السيطرة على المرض.